# Ardisia pachysandra
Ardisia pachysandra (Wall.) Mez – gatunek roślin z rodziny pierwiosnkowatych (Primulaceae). Występuje naturalnie w Tajlandii, Malezji oraz Indonezji (na Jawie). 

## Morfologia
PokrójZimozielone drzewo lub krzew. Dorasta do 12 m wysokości.
LiścieBlaszka liściowa ma podługowaty lub jajowaty kształt. Mierzy 25 cm długości oraz 7,5 cm szerokości, jest całobrzega, ma klinową nasadę i ostry wierzchołek. Ogonek liściowy jest nagi i ma 6–9 mm długości.
KwiatyZebrane po 6–8 w wierzchotkach przypominających baldachy, wyrastają z kątów pędów. Mają działki kielicha o owalnym kształcie i dorastające do 5 mm długości. Płatki są owalne i mają białą barwę oraz 7–8 mm długości.
OwocPestkowce mierzące 10 mm średnicy, o kulistym kształcie.

## Biologia i ekologia
Rośnie w lasach. 